# Lanarvily
Lanarvily (in bretone Lannarvili) è un comune francese di 398 abitanti situato nel dipartimento del Finistère nella regione della Bretagna.

## Società

### Evoluzione demografica
Abitanti censiti